# 1672
1672 (MDCLXXII) var ett skottår som började en fredag i den gregorianska kalendern och ett skottår som började en måndag i den julianska kalendern.

## Händelser

### April
- 4 april – Den svenska förmyndarregeringen sluter förbund med Frankrike. Mot subsidier skall Sverige ingripa i Tyskland med 16 000 man vid ett franskt anfall mot Nederländerna.
- April – Frankrike förklarar Nederländerna krig.

### December
- 18 december
  - England förstör den nederländska kolonin på Tobago.[1]
  - Karl XI blir myndig och därmed regerande kung av Sverige. Högadeln försöker avkräva honom en kungaförsäkran, som kraftigt inskränker hans makt, men övriga riksdagen förespråkar att 1654 års kungaförsäkran skall gälla. Karl XI får alltså i princip samma maktbefogenheter som sin far (Karl X Gustav). Regeringen lyckas dock inte förmå de ofrälse stånden att ställa upp på en upprustning av försvaret.
- 18–20 december – Karl XI:s myndighet och trontillträde firas i Stockholm med fyrverkerisprakande festligheter. En så kallad karusell, en blandning av riddarspel och maskerad med ryttarlekar i romersk tappning, arrangeras på Hötorget.

### Okänt datum
- Tjugo svenskar avrättas för häxeri och minst ett tiotal avlider i sviterna av tortyr under året.
- Ett svenskt handelsskepp seglar för första gången in i Medelhavet då Jakob Mommas kofferdist (handelsfartyg) Finlands Vapen ankrar i Marseille.
- Strömstad får stadsprivilegium.
- Olof Verelius ger ut Hervarar saga.
- Sten Nilsson Bielke blir ny svensk riksskattmästare.

## Födda
- 19 mars – Johan Moraeus, svensk bergsläkare.
- 9 juni – Peter den store, rysk tsar 1682–1725.
- Ann Baynard, engelsk naturfilosof.

## Avlidna
- 28 januari – Pierre Séguier, 83, fransk politiker.
- 18 mars – Agneta Horn, 42, svensk memoarförfattare.
- 22 april – Georg Stiernhielm, 73, svensk skald, kallad "den svenska skaldekonstens fader".
- 12 augusti – Philippe de Champaigne, 70, fransk målare.
- 16 december – Johan Kasimir, 63, kung av Polen 1648–1668.

### Fotnoter
1. ↑  World Statesmen (läst 3 april 2011)